# Le Presbytère et l'Église de Gerberoy
Le Presbytère et l'Église de Gerberoy est un tableau de Henri Le Sidaner réalisé en 1903. Il est exposé au Palais des Beaux-Arts de Lille.

## Sujet
Le Sidaner loue une maison à Gerberoy depuis 1901 et y revient pour le printemps après six mois passés à Chartres. La collégiale Saint-Pierre et son presbytère sont mis en valeur par le traitement de la lumière diffuse du soir, avec la succession de touches de blanc, gris et rose utilisées dans la représentation du ciel. La fenêtre éclairée de l'intérieur renforce l'impression de sérénité qui se dégage de l'œuvre.

## Parcours de l'œuvre
Le peintre l'envoie à son marchand le 26 juin 1903. Le tableau entre dans la collection de Maurice Masson, et Denise Masson, sa fille, en fait don en 1974 au musée de Lille. Il participe, depuis, à plusieurs expositions en France, en Allemagne et au Japon.